# Австралийско-македонски неделник
„Австралийско-македонски неделник“ (на македонска литературна норма: Австралиско-Македонски Неделник; на английски: Australian-Macedonian Weekly) е австралийски македонистки вестник, излизащ в Мелбърн от 5 май 1986 година.
Това е най-тиражираният вестник на македонски литературен език извън Северна Македония. Основатели са Анджело Патерас, Джим Томев, Петър Коруновски и Кръсте Наумовски, като главен редактор е Джим Томев. По-късно собственик редактор е Александър Георгиев (1991 - 1993), Златко Блайер и Любчо Станковски (1993 - 1999) и Любчо Станковски (от 1999). Вестникът има редакция и в Скопие.
Вестникът е съден в Австралия за обиди в статия от май 2009 година, в която гърците са наречени „изроди“. През септември 2011 съдът в Мелбърн оправдава издателя на вестника.